# Ocellularia exigua
Ocellularia exigua är en lavart som beskrevs av Johannes Müller Argoviensis 1892. 
Ocellularia exigua ingår i släktet Ocellularia och familjen Thelotremataceae. Inga underarter finns listade i Catalogue of Life.